# Нейт всемогущий
«Нейт Всемогущий» (англ. Big Nate) — американский трёхмерный анимационный сериал для интернет-телевидения созданная Митчем Уотсоном, в основе которой лежит одноимённая серия комиксов, созданная Линкольном Пирсом. В нём рассказывается о приключениях главного героя вместе с его друзьями в шестом классе. Исполнительным продюсером сериала являются Митч Уотсон и Джон Коэн. Пирс также сотрудничает с продюсерами шоу. Премьера состоялась в Paramount+ 17 февраля 2022 года.

## Сюжет
Большой Нейт рассказывает о приключениях и злоключениях Нейта Райта, некомпетентного, энергичного и непокорного шестиклассника. В его группу друзей входят Фрэнсис, Тедди, Чед и Ди Ди. Нейт ненавидит учительницу обществознания миссис Годфри, которую он считает своим заклятым врагом и называет её такими именами, как «школьная Годзилла», и директор фирмы Николс. Дома Нейт живёт со своим отцом-одиночкой Мартином и девчушкой-сестрой Эллен.

## Главные герои
- Нэйт Райт
- Эллен Райт
- Мартин Райт
- Тэдди Ортиз
- Чад Эплуайт
- Директор Никольс
- Миссис Годфрей
- Франциз Поуп
- Ди Ди Холлоуэй

## Список серий
| № | Название                            | Режиссёр                        | Автор сценария               | Дата премьеры   | Произв. код |
| --- | ----------------------------------- | ------------------------------- | ---------------------------- | --------------- | ----------- |
| 1 | «Легенда o Гантинге»                | Кимберли Миллс, Джим Мортенсен  | Митч Уотсон                  | 17 февраля 2022 | 101         |
| Фрэнсис предупреждает Нейт о том, что, если он снова получит отработку, он будет «избит», то есть он исчезнет точно так же, как любой ребенок, который получает пять отработок в неделю, начиная с кумира Нейта, экстраординарного обманщика Брэда Гантера. Нейту удается не задерживаться до пятницы, когда его знакомят с новым ребенком и нарушителем спокойствия Брэндоном Картером. Нейт обеспокоен тем, что, если он попытается остановить исключительно жестокие шалости Брэндона, его обвинят во всех повреждениях и застрелят, но его посещает призрак Брэда, который говорит ему, что те, кому суждено быть удивительным, никогда не удержатся. вниз, когда люди в опасности. Нейт спасает директор Николса, и его друзья рассказывают, что «Брэндон» на самом деле является беглым преступником, и предполагают, что Николс был так взволнован тем, что у него будет богатый ребенок. посещал школу, он даже не заглянул в свое явно фальшивое досье. После школы Брэд появляется на холме, предполагая, что галлюцинации Нейта о нем могли быть реальными. Aвтор русского сюжета: TBA |                                     |                                 |                              |                 |             |
| 2 | «Идём Нэйт, это твой День Рождения» | Джефф ДеГрандис, Джим Мортенсен | Эллиотт Оуэн                 | 17 февраля 2022 | 102         |
| На день рождения Нейта его отец позволяет ему использовать свою кредитную карту для оплаты чего-либо менее пятидесяти долларов, но Нейт использует лазейку, чтобы покупать столько, сколько он хочет, в конечном итоге получая 6000 долларов. долларов в долг. Тем временем Мартин помогает Эллен преодолеть ее клаустрофобию, чтобы она могла выскочить из хаски скульптуры на городских собачьих бегах Идиднотарод. Нейт и его друзья участвуют в гонке, чтобы использовать призовые деньги для погашения своего долга, но Спитси отвлекается на скульптуру, лишая их шанса. К счастью, оказывается, что в одном из других подарков Нейта была редкая марка с опечаткой, которую можно продать, чтобы погасить их долг. Автор русского сюжета: TBA |                                     |                                 |                              |                 |             |
| 3 | «Валентинов День ужаса»             | Кайл Несуолд                    | Келли Фуллертон, Митч Уотсон | 17 февраля 2022 | 103         |
| На день Валентина, Нейт пошёл в школу, думаяя о девочке, которую он очень любит - Дженни. Но у этой Дженни есть парень Артур, и Нейт просто ненавидит Артура, и хочет, чтобы тот умер. Позже, директор Никольс сказал, что проходит конкурс Валентина, а призом станет пицца, а также он неразрешал никому выходить из школы, так как сегодня должны были проверять всю школу, и если что-то окажется очень плохим, школу закроют. Когда он позвонил в пиццерию, Зефф (доставщик) взял отравленную пиццу, в которой был яд, и понёс в школу. Когда же некоторые дети съели кусок пиццы - они стали отравляться, а тем временем Нейт спасал свою возлюбленную - Дженни. И также с ними была Ди Ди, которая тоже отравилась, съев уже не пиццу, а отравленное печенье. Потом, Нейт уже было хотел признаться Дженни в любви, но из-за того, что его вырвало, Дженни ушла, и он не успел. Далее, директор Никольс увидел, что сан-инспекция будет на следующей неделе, из-за чего ушёл из школы, а Нейт был расстроен, что не успел сказать Дженни о своей любви. Aвтор русского сюжета: Nick Russ   |                                     |                                 |                              |                 |             |
| 4 | «КОТастрофа»                        | Джефф ДеГрандис, Джим Мортенсен | Сара Аллан                   | 17 февраля 2022 | 104         |
| Для науки, Нэйт объединился с Дженни для своего научного проекта. Но когда он пришёл к ней домой, чтобы сделать проект, он нашёл у неё кошку, ему стало не по себе, и он пытался победить его аилурофобию. Тем временем, Эллен пыталась вылечить страх Мартина - общественные туалеты. Aвтор русского сюжета: Nick Russ |                                     |                                 |                              |                 |             |
| 5 | «Прыщ»                              | Кайл Несуолд                    | Эмили Брандидж               | 17 февраля 2022 | 105         |
| Нэйт получает свой первый прыщ, в чём он поначалу находит катастрофу, но скоро он находит, что его прыщ - счастливый, для каждого, кто потрогает его. Тем временем, Ди Ди получает замену драматического учителя её мечты. Автор русского сюжета: Nick Russ |                                     |                                 |                              |                 |             |
| 6 | «Смут на знакомые истории»          | Кимберли Миллс                  | Бен Лапидс                   | 17 февраля 2022 | 106         |
| У Эллен разбито сердце, когда она рассталась со своим парнем, поэтому Нэйт покупает романтические романы для неё. Нэйт находит, это главные дойные коровы, и пишет свой собственный роман, называющийся "Смут на знакомые истории'". Людям понравилась книга, и они хотят, чтобы Нейт сделал больше романов. Нэйт пишет больше романов, с помощью его друзей, о жизни разных людей. Автор русского сюжета: NickRuss |                                     |                                 |                              |                 |             |
| 7 | «Разрушители Времени»               | Тэннер Джонсон                  | Эрик Шоу, Митч Уотсон        | 17 февраля 2022 | 107         |
| Нейт строит планы на предстоящий костюмированный бал 38-й школы, основанный на легенде о девочке-кукурузнице, обучающейся на дому, и планирует одеться как разрушители времени, супергеройская группа, которую Нейт называет самой эпичной франшизой в кинематографе. Но Нейт узнает, что Фрэнсис помогает не так сильно, как он, и узнает, что он занимается с девочкой из их конкурирующей школы «Джефферсон средняя школа, в которую он вскоре влюбляется. Нейт также узнает, что Джефферсон устраивает бал-маскарад в тот же день, когда и у них в школе маскарад-бал. Автор русского сюжета: Nick Russ |                                     |                                 |                              |                 |             |
| 8 | «Дикие Воины»                       | Кайл Несуолд                    | Сара Аллан                   | 17 февраля 2022 | 108         |
| Шестой класс 38 школы идёт в туристический поход, под наблюдением Миссис Годфри и Нэйт настроен решительно выиграть награду "Дикую Войну". Тем временем, Ди Ди пытается побороть свой страх лагеря. Также, директор Никольс и Mистер Гэлвин планируют украсть орлиное яйцо яйцо для сбора небольших средств для школы. Автор русского сюжета: Nick Russ |                                     |                                 |                              |                 |             |

## Производство
В 1991 году, в первый год публикации комикса «Большой Нейт», исполнительный продюсер Ли Мендельсон приобрёл у Линкольна Пирса опцион на создание 2D-анимационного телесериала «Большой Нейт» для Субботних утренних мультфильмов на NBC, которому заплатили 5000 долларов за написание цитаты, описывающей персонажей и излагающая несколько сюжетных идей. Однако на следующий день после того, как эта сделка была завершена, NBC отменила все свои субботние утренние мультфильмы, отправив сериал в производственный ад.
Анимационный сериал «Большой Нейт» был в конечном счёте анонсирован Nickelodeon 19 февраля 2020 года. Исполнительный вице-президент Nickelodeon по производству и разработке анимации Ramsey Naito заявила, что она давно хотела адаптировать серию книг «Большой Нейт» в мультсериал. Первоначально премьера сериала планировалась на сентябрь 2021 года. Однако в декабре 2021 года, после кастинга, было объявлено, что премьера фильма состоится на Paramount+ в начале 2022 года, и спустя время премьера была анонсирована на 17 февраля 2022 года.